# Evanilson (football, 1999)
Francisco Evanilson de Lima Barbosa dit Evanilson, né le 6 octobre 1999 à Fortaleza au Brésil, est un footballeur international brésilien qui évolue au poste d'avant-centre à l'AFC Bournemouth.

## Biographie

### Carrière en club

#### Fluminense FC
Né à Fortaleza au Brésil, Evanilson est formé par le Fluminense FC. Il fait ses débuts en équipe première le 17 janvier 2018, en entrant en cours de jeu lors d'une défaite 3-1 dans le Campeonato Carioca contre le Boavista Sport Club (en).
En janvier 2018, il est prêté six mois en Slovaquie, au FC Šamorín (en).
À son retour à Fluminense, Evanilson est réaffecté à l'équipe des moins de 20 ans. En septembre 2019, après avoir été le meilleur buteur du Campeonato Brasileiro des moins de 20 ans avec 11 buts, il est promu dans l'équipe première.

#### FC Porto
Lors de l'été 2020, Evanilson rejoint le FC Porto. Le transfert est officialisé en septembre.
Il joue son premier match de Ligue des champions le 21 octobre 2020 face à Manchester City. Il entre en jeu à la place de Malang Sarr lors de cette rencontre perdue par son équipe sur le score de trois buts à un. Trois jours plus tard il inscrit son premier but pour Porto, à l'occasion d'une rencontre de championnat face au Gil Vicente. Titulaire ce jour-là, il permet aux siens de l'emporter (1-0 score final).
Le 15 octobre 2021, Evanilson est l'auteur de son premier doublé pour Porto contre le SU Sintrense, lors d'une rencontre de Coupe du Portugal. Titulaire, il participe à la victoire de son équipe par cinq buts à zéro.

#### AFC Bournemouth
Le 16 août 2024, le FC Porto et l'AFC Bournemouth annoncent le transfert d'Evanilson contre la somme de 47 millions d'euros dont 10 millions d'euros de bonus. Les Dragons assurent également une clause de 10% à la revente du joueur. 

### Carrière en sélection nationale
Le 10 mai 2024, il figure dans la liste des joueurs retenus par Dorival Júnior pour participer à la Copa América 2024.

## Statistiques
| Saison                | Club                  | Championnat           | Championnat | Championnat | Championnat | Coupe nationale | Coupe nationale | Coupe nationale | Coupe de la Ligue | Coupe de la Ligue | Coupe de la Ligue | Supercoupe | Supercoupe | Supercoupe | Compétition(s) continentale(s) | Compétition(s) continentale(s) | Compétition(s) continentale(s) | Compétition(s) continentale(s) | Ligue d’État | Ligue d’État | Ligue d’État | Total | Total | Total |
| Saison                | Club                  | Division              | M.          | B.          | P.d.        | M.              | B.              | P.d.            | M.                | B.                | P.d.              | M.         | B.         | P.d.       | Comp.                          | M.                             | B.                             | P.d.                           | M.           | B.           | P.d.         | M.    | B.    | P.d.  |
| 2017-2018             | STK Šamorín (prêt)    | 2. Liga               | 6           | 3           | 1           | -               | -               | -               | -                 | -                 | -                 | -          | -          | -          | -                              | -                              | -                              | -                              | -            | -            | -            | 6     | 3     | 1     |
| 2018                  | Fluminense FC         | Série A               | -           | -           | -           | -               | -               | -               | -                 | -                 | -                 | -          | -          | -          | -                              | -                              | -                              | -                              | 1            | 0            | 0            | 1     | 0     | 0     |
| 2019                  | Fluminense FC         | Série A               | 3           | 2           | 0           | -               | -               | -               | -                 | -                 | -                 | -          | -          | -          | -                              | -                              | -                              | -                              | -            | -            | -            | 3     | 2     | 0     |
| 2020                  | Fluminense FC         | Série A               | 6           | 2           | 1           | 4               | 0               | 0               | -                 | -                 | -                 | -          | -          | -          | CS                             | 2                              | 1                              | 0                              | 11           | 5            | 0            | 23    | 8     | 1     |
| Sous-total            | Sous-total            | Sous-total            | 9           | 4           | 1           | 4               | 0               | 0               | -                 | -                 | -                 | -          | -          | -          | -                              | 2                              | 1                              | 0                              | 11           | 5            | 0            | 26    | 10    | 1     |
| 2020-2021             | FC Porto B            | Segunda Liga          | 5           | 6           | 0           | -               | -               | -               | -                 | -                 | -                 | -          | -          | -          | -                              | -                              | -                              | -                              | -            | -            | -            | 5     | 6     | 0     |
| 2020-2021             | FC Porto              | Primeira Liga         | 15          | 3           | 0           | 4               | 1               | 0               | -                 | -                 | -                 | -          | -          | -          | C1                             | 5                              | 0                              | 0                              | -            | -            | -            | 24    | 4     | 0     |
| 2021-2022             | FC Porto              | Primeira Liga         | 30          | 14          | 4           | 7               | 7               | 0               | 1                 | 0                 | 1                 | -          | -          | -          | C1+C3                          | 4+4                            | 0                              | 0                              | -            | -            | -            | 46    | 21    | 5     |
| 2022-2023             | FC Porto              | Primeira Liga         | 23          | 7           | 5           | 6               | 1               | 0               | 3                 | 0                 | 0                 | 1          | 1          | 1          | C1                             | 8                              | 1                              | 1                              | -            | -            | -            | 41    | 10    | 7     |
| 2023-2024             | FC Porto              | Primeira Liga         | 27          | 13          | 3           | 6               | 8               | 0               | 2                 | 0                 | 0                 | -          | -          | -          | C1                             | 7                              | 4                              | 1                              | -            | -            | -            | 42    | 25    | 4     |
| 2024-2025             | FC Porto              | Primeira Liga         | 1           | 0           | 0           | -               | -               | -               | -                 | -                 | -                 | -          | -          | -          | -                              | -                              | -                              | -                              | -            | -            | -            | 1     | 0     | 0     |
| Sous-total            | Sous-total            | Sous-total            | 101         | 43          | 12          | 23              | 17              | 0               | 6                 | 0                 | 1                 | 1          | 1          | 1          | -                              | 28                             | 5                              | 2                              | -            | -            | -            | 159   | 66    | 16    |
| 2024-2025             | AFC Bournemouth       | Premier League        | 31          | 10          | 1           | 2               | 2               | 0               | 1                 | 0                 | 0                 | -          | -          | -          | -                              | -                              | -                              | -                              | -            | -            | -            | 34    | 12    | 1     |
| 2025-2026             | AFC Bournemouth       | Premier League        | 1           | 0           | 0           | -               | -               | -               | -                 | -                 | -                 | -          | -          | -          | -                              | -                              | -                              | -                              | -            | -            | -            | 1     | 0     | 0     |
| Sous-total            | Sous-total            | Sous-total            | 31          | 10          | 1           | 2               | 2               | 0               | 1                 | 0                 | 0                 | -          | -          | -          | -                              | -                              | -                              | -                              | -            | -            | -            | 34    | 12    | 1     |
| Total sur la carrière | Total sur la carrière | Total sur la carrière | 142         | 57          | 14          | 28              | 18              | 0               | 7                 | 0                 | 1                 | 1          | 1          | 1          | -                              | 30                             | 6                              | 2                              | 11           | 5            | 0            | 219   | 87    | 18    |

### En sélection nationale
| Saison                | Sélection             | Phases finales        | Phases finales | Phases finales | Phases finales | Éliminatoires CDM | Éliminatoires CDM | Éliminatoires CDM | Matchs amicaux | Matchs amicaux | Matchs amicaux | Total | Total | Total |
| Saison                | Sélection             | Compétition           | M              | B              | Pd             | M                 | B                 | Pd                | M              | B              | Pd             | M     | B     | Pd    |
| --------------------- | --------------------- | --------------------- | -------------- | -------------- | -------------- | ----------------- | ----------------- | ----------------- | -------------- | -------------- | -------------- | ----- | ----- | ----- |
| 2023-2024             | Brésil                | Copa América 2024     | 1              | 0              | 0              | -                 | -                 | -                 | 1              | 0              | 0              | 2     | 0     | 0     |
| Total sur la carrière | Total sur la carrière | Total sur la carrière | 1              | 0              | 0              | -                 | -                 | -                 | 1              | 0              | 0              | 2     | 0     | 0     |

## Palmarès

### En club
FC Porto
- Champion du Portugal en 2022.
  - Vice-champion du Portugal en 2023.
- Vainqueur de la Coupe du Portugal en 2022, 2023 et 2024.
- Vainqueur de la Supercoupe du Portugal en 2022.
- Vainqueur de la Coupe de la Ligue en 2023.